# Gardmit
Gardmit est un ighrem (forteresse) berbère situé au Sud-Est du Maroc.
Annexé à Tinejdad (province d'Errachidia, région Meknès-Tafilalet), Gardmit abrite plus de 2 000 habitants en tenant compte de ses périphéries.
Gardmit se situe à une altitude d'environ 1 000 m et de coordonnées géographiques : 31° 30′ 45″ N, 5° 01′ 49″ O. Il est limité par Tighdouine à l'ouest, Tighfert au nord, Ayt Mâammer à l'est et le centre-ville de Tinejdad au sud.
Gardmit fait partie de la grande oasis Afrekla connue par sa palmeraie dense qui a subi une désertification intense ces deux dernières décennies.

## D’où vient le nom Gardmit?
Aucune explication officielle n'est malheureusement pas présente. Même les personnes âgées de ce village n'ont pas une réponse unique et plus acceptable. Certains disent que Gardmit se compose de deux mots : Gard que signifie GARDE et Miyt qui signifie MORT, c'est-à-dire que le début de l'existence de ce village n'est qu'un cimetière (celle d'Ait Atta l'une des premières tribus à s'y être installer) contenant un poste réservé pour le GARDIEN DES MORTS. D'autres disent que l'origine de mot Gardmit est GAR ou bien YAR et DMIYT que signifié l'imprévisible.

## Histoire de Gardmit
La mémoire collective rapporte que l'Ighrem de Gardmit a été construit au XIXe siècle par la tribu des Ayt Rrbeâ. Une tribu connue par son génie architectural dans le domaine de la construction. Grâce à leur courage, ils ont bâti une bâtisse architecturale pour être un rempart de dissuasion contre toute attaque ennemie. 
À l'époque des guerres tribales qui bouleversaient le grand Sud-Est du Maroc, les tribus faisaient appel à leur génie pour bâtir des forteresses qui les protégeaient contre toute intrusion.
Durant plusieurs décennies la guerre faisait rage entre les tribus, les mouvements de ces dernières entrainaient des exodes, s'y ajoutait les vagues de sécheresse qui sévissaient dans le grand AFREKLA. Les bâtisseurs de Gardmit n'avaient pas échappé à la règle, ils avaient été obligés de se renfermer pendant sept jours dans l'Ighrem à cause de l'encerclement que leur imposaient les habitants actuels de cet Ighrem. Après leur défaite, ils avaient migré vers ce qu'on appelle aujourd'hui OULTOUROUG et MM-AGG-AMAN (Ville de Goulmima). Toujours selon la mémoire collective.
Avec la colonisation les habitants de Gardmit avaient été appelés à faire la guerre contre les bataillons français au mont de Baddou (août 1933) dans une confédération appelée "la confédération des Aït Yafelman".

## Patrimoine de Gardmit
Gardmit est un témoin de l'histoire qui a su se transmettre de génération en génération. Un patrimoine culturel, identitaire, social et civilisationnel. Gardmit est une bibliothèque qui englobe tout un génie qui a pu résister à toutes les colères de la nature.
Depuis 2013, l'Ighrem de Gardmit connait des métamorphoses sans précédent. Une tour a été détruite à cause des travaux d'assainissement. En août 2014, l'entrée principale d'Ighrem s'est effondrée. Un patrimoine architectural qui commence à disparaitre. Il s'agit de conserver une mémoire, de préserver un cadre de vie et veiller à la continuité d'une transmission générationnelle.

## Les composantes ethniques de Gardmit
Plusieurs ethnies composent l'Ighrem de Gardmit et vivent en harmonie dans un climat où l'espoir est devise. Étant proche de Tinejdad centre, Gardmit est prisée par les gens des hameaux lointains. Ce qui fut la richesse de cet Ighrem. Des gens viennent, d'autres partent, ce qui donne un brassage ethnique formidable. Tout l'ancien Ighrem est quasiment habité par des gens - à faible ou sans revenu - venus d'ailleurs.

## Photos

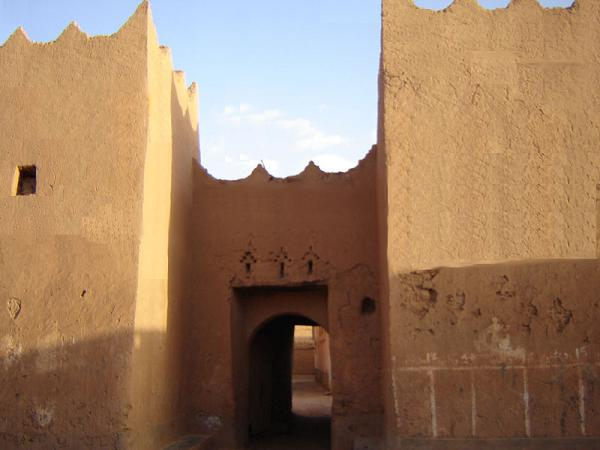
Porte de Gardmit
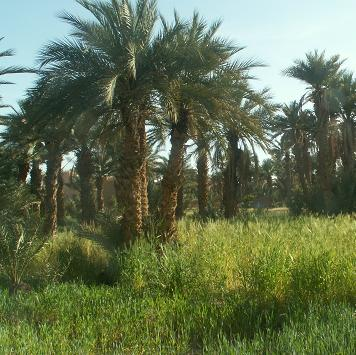
Palmeraie de Gardmit
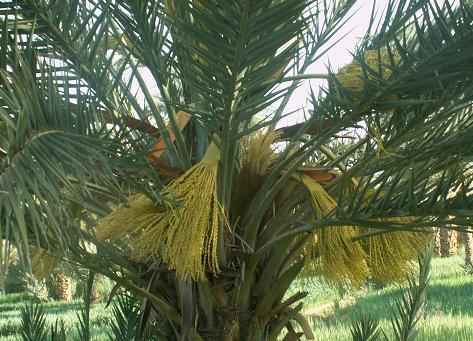
Un palmier

## Informations utiles
Quelques lieux à visiter pour avoir une idée du patrimoine de la région :
- Le musée des sources de Lalla Mimouna Sources Lalla Mimouna situé à la sortie de Tinejdad à destination de Tinghir.
- Le musée des Oasis situé à Ighrem de Lkherbat Le musée des Oasis.
- Association Oasis Ferkla pour l'Environnement et le patrimoine AOFEP